# Joan Lascorz
Joan Lascorz , född 27 februari 1985 i Cunit utanför Tarragona, är en katalansk roadracingförare.

## Roadracingkarriär
Lascorz var tidigare framgångsrik Supermotardförare men sadlade om till roadracing och började köra i spanska mästerskapen i Supersport där han 2005 blev 6:a och 2006 4:a. 2007 fick han chansen att tävla i VM i samma klass och debutåret slutade han på 18:e plats, men tog en pallplats på Vallelunga-banan. 
Säsongen 2008 började bra, med tre pallplatser varav en seger, hans första i en VM-deltävling, på Valencia-banan. Lascorz ledde VM efter 5 deltävlingar. Mot slutet av säsongen blev dock fabriksstallen övermäktiga och Lascorz slutade femma i VM—tabellen.
Säsongen 2009 kör Lascorz vidare i Supersport-klassen, nu Motocard-stallet tillsammans Pere Riba på fabrikscyklar från Kawasaki. Han har visat sig konkurrenskraftig på försäsongstester.